# Artem Suchocki
Artem Mychajłowycz Suchocki, ukr. Артем Михайлович Сухоцький (ur. 6 grudnia 1992 w Niżynie, w obwodzie czernihowskim, Ukraina) – ukraiński piłkarz, grający na pozycji obrońcy.

## Kariera piłkarska

### Kariera klubowa
Wychowanek Wyższej Szkoły Kultury Fizycznej w Kijowie oraz klubu Dynamo Kijów, barwy których bronił w juniorskich mistrzostwach Ukrainy (DJuFL). Jego pierwszym trener był Jurij Hreczannykow. 17 lipca 2009 rozpoczął karierę piłkarską w drużynie rezerw Dynama Kijów. Potem występował w drugiej drużynie kijowskiego klubu. W końcu listopada 2011 został piłkarzem Illicziwca Mariupol. Nie rozegrał żadnego meczu w podstawowym składzie Illicziwca, a po zakończeniu sezonu 2012/13 przeszedł do FK Ołeksandrija. Po wygaśnięciu kontraktu w styczniu 2016 przeniósł się do Zorii Ługańsk. 4 stycznia 2018 przeszedł do Slovana Bratysława.

### Kariera reprezentacyjna
Występował w juniorskich reprezentacjach Ukrainy U-17 i U-19.

## Sukcesy i odznaczenia

### Sukcesy piłkarskie
PFK Oleksandria
- mistrz Ukraińskiej Pierwszej Ligi: 2015
- wicemistrz Ukraińskiej Pierwszej Ligi: 2014